# Hallestraat
De Hallestraat is een straat in Brugge.

## Beschrijving
De eerste documenten die op deze straat betrekking hebben, vermelden:
- 1302: bi der Halle
- 16de eeuw: neffens d'Halle, Bachten d'Halle en achter d'Halle.

Dit kon natuurlijk evengoed de straat naast het hallengebouw (neffens d'halle in 1557) als die achter het gebouw (achter d'halle in 1579) betekenen. Ze hadden geen specifieke straatnaam, aangezien men ze voldoende gesitueerd achtte als palende aan de stadshallen. Alleen de zijstraat heeft de naam Hallestraat gekregen, terwijl achter het gebouw de naam Oude Burg de bovenhand kreeg.
De Hallestraat loopt van de Grote Markt naar de Oude Burg.